# 徐贤 (明朝)
徐贤（1405年—1463年），直隸華亭小蒸（今青浦區）人，明代嘉隆时期内阁首辅徐阶曾祖。

## 生平
徐贤生于永乐三年（1405年），一生性格都非常温顺，甚至有些懦弱。只要乡里有争斗，徐贤必然会避开。别人借东西不还，他也只是认为是自己的问题。后来徐贤娶了时年二十的沈氏，生下徐仁、徐義、徐禮、徐智四子。天顺七年（1463年）徐贤先於父親去世。

## 身后
隆庆时，曾孫徐阶掌权，徐贤被追赠为光禄大夫、柱国、少保兼太子太傅、礼部尚书、东阁大学士；二赠为光禄大夫、柱国、少保兼太子太傅、礼部尚书、武英殿大学士；三赠为光禄大夫、柱国、少师兼太子太师、吏部尚书。沈氏也一同被赠一品诰命。